# O-Phosphoséryl-ARNt:sélénocystéinyl-ARNt synthase
La O-phosphoséryl-ARNt:sélénocystéinyl-ARNt synthase (SepSecS) est une transférase qui catalyse la réaction :
O-phospho-L-séryl-ARNtSec + SePO33– + H2O  {\displaystyle \rightleftharpoons }  L-sélénocystéinyl-ARNtSec + 2 phosphate.
Cette enzyme utilise le phosphate de pyridoxal comme cofacteur.
Chez les archées et les eucaryotes, la formation du sélénocystéinyl-ARNtSec se déroule en effet en deux étapes,, : la O-phosphoséryl-ARNtSec kinase catalyse tout d'abord la phosphorylation d'un L-séryl-ARNtSec en O-phosphoL-séryl-ARNtSec, lequel est ensuite converti en L-sélénocystéinyl-ARNtSec par la O-phosphoséryl-ARNt:sélénocystéinyl-ARNt synthase.